# Moor (Lenzen)
Moor ist ein bewohnter Gemeindeteil der Stadt Lenzen (Elbe) des Amtes Lenzen-Elbtalaue im Landkreis Prignitz in Brandenburg.

## Geografie
Der Ort liegt vier Kilometer nordwestlich von Lenzen (Elbe). Die Nachbarorte sind Görnitz im Norden, Zuggelrade und Bochin im Nordosten, Lenzen (Elbe) im Südosten, Eldenburg im Süden, Seedorf und Alt Eldenburg im Südwesten, Polz im Westen sowie Groß Schmölen und Kaliß im Nordwesten.